# 吉川吉明
吉川 吉明（よしかわ よしあき）は、戦国時代の武将。朝倉氏9代当主朝倉貞景の家臣。
文明11年（1479年）清水寺再興奉加帳に連署した。